# Marina Ribatski
Marina Evelyn Vello Ribatski, também conhecida como Marina Vello ou Marina Gasolina, é uma cantora brasileira. Antes de fazer sucesso no meio da música, era estudante de Letras da Universidade Federal do Paraná (UFPR).
Sua principal influência musical é o Hole. Desde 2005 estava à frente do grupo Bonde do Rolê. Em 2007 o grupo lançou o álbum With Lasers, gravado em Londres pela Domino Records. O álbum foi destaque no exterior e várias faixas foram utilizadas em videogames, propagandas e seriados. A faixa "Solta o Frango" foi escolhida como tema de uma campanha mundial da Nokia, foi utilizada no seriado Ugly Betty e também no game FIFA 08. Marina saiu do grupo no final de 2007, sem uma explicação oficial para o motivo. Ela é destaque na música e vídeo da música "Dansa med vapen" de Maskinen, lançado em outubro de 2009. Em 2012, lançou-se em dupla com Adriano Cintra, ex-integrante do Cansei De Ser Sexy, no projeto Madrid (banda).

## Singles e músicas lançadas
- "Dansa Med Vapen". 2009[4]
- "(Edu K) Me Bota Pra Dançar"
- "Freak Le Boom Boom". 2011[6] Cover da canção de Gretchen[7]
- "Baseball Bat"
- "Funk Do IPhone"
- "We'll Meet Again"
- "London Surf". 2013[8]
- "Leone". 2011[9]
- "Must Be A Devil"
- "La Marinada"
- "Mum"
- "Cousins"
- "Truth Lips Are Sealed"
- "Forbidden Things". 2013[10]
- "Secret"
- "The One"
- "No One Loves You (Like I Do)". 2013[8]

## Videoclipes
| Ano  | Canção                                   | Álbum/EP                    |
| ---- | ---------------------------------------- | --------------------------- |
| 2009 | "Baseball Bat (com Hervé)"               | Baseball Bat (EP)           |
| 2011 | "Dansa Med Vapen (com Maskinen)"         | Boys II Men                 |
| 2011 | "Freak Le Boom Boom"                     | Red Hot + Rio 2             |
| 2011 | "Leone"                                  | Single                      |
| 2013 | "(Edu K) Me Bota Pra Dançar" (com Edu K) | Me Bota Pra Dançar (Single) |